# Atrai
L'Atrai est une rivière d'Inde et du Bangladesh d'une longueur de 390 km et un sous-affluent du Gange. La profondeur maximale est de 30 mètres.  
L'Atrai était autrefois l'un des plus grands fleuves du nord du Bengale , car c'était le principal canal par lequel les eaux du Teesta se déversaient dans le Gange 

## Traduction
- (en) Cet article est partiellement ou en totalité issu de l’article de Wikipédia en anglais intitulé « Atrai River » (voir la liste des auteurs).